# Western Mass Pioneers
Maillots
Dernière mise à jour : 24 août 2013.
Les Western Mass Pioneers sont un club professionnel de football (soccer) basé à Ludlow (Massachusetts) aux États-Unis. Fondé en 1998, l'équipe évolue actuellement en Premier Development League, le quatrième niveau dans la hiérarchie du soccer nord-américain, dans la Northeast Division de la Eastern Conference.

## Histoire
En août 1997, l'USISL annonce qu'elle accorde une place d'expansion à la franchise de Gremio Lusitano, un club amateur basé à Ludlow dans le Massachusetts. L'USISL applique malgré tout une condition pour les nouvelles équipes qui est l'interdiction de l'utilisation d'un terme ethnique dans le nom de la franchise ce qui empêche le club de s'appeler Gremio ou Lusitano. Un journal régional, le Springfield Union-News, organise alors un concours et le nom de Pioneers ressort alors des résultats. En octobre 1997, le manager général Rick Andre désigne Leszek Wrona, qui a joué et entraîné le Gremio, comme entraîneur en chef des Pioneers.
En septembre 1999, les Pioneers montrent un intérêt à intégrer la A-League après avoir remporté le titre de USL D3 Pro League mais finalement, l'équipe demeure en D3 Pro League. En 2001, John Voight remplace Wrona en tant qu'entraîneur en chef. Wrona reprend alors ce poste à plusieurs reprises par la suite entre 2005 et 2007 puis de nouveau en 2008.
Le 22 décembre 2009, à la suite de l'exode des équipes d'USL vers la nouvelle version de la North American Soccer League, les Pioneers annoncent qu'ils s'auto-rétrogradent pour jouer dans la Premier Development League en 2010.

## Joueurs

### Joueurs emblématiques
- Anthony Augustine
- Almir Barbosa
- Jeff Deren
- Mateus dos Anjos
- Jair
- Fausto Klinger
- Martin Klinger
- Mike Lima
- David Mahoney
- Brandon Tyler

### Entraîneurs
- Leszek Wrona (1998-2001, 2004-2006, 2008-2010)
- John Voight (2002-2003)
- Tom d'Agostino (2007)
- Joe Calabrese (2011)
- Federico Molinari (2012-)

## Saisons
| Année | Division | Ligue                 | Saison régulière | Playoffs                | Open Cup     |
| ----- | -------- | --------------------- | ---------------- | ----------------------- | ------------ |
| 1998  | 3        | USISL D-3 Pro League  | 3e, Northeast    | Demi-finale de division | 2e tour      |
| 1999  | 3        | USL D-3 Pro League    | 1er Northern     | Champion                | Non qualifié |
| 2000  | 3        | USL D-3 Pro League    | 5e, Northern     | Finale de conférence    | Non qualifié |
| 2001  | 3        | USL D-3 Pro League    | 7e, Northern     | Non qualifié            | Non qualifié |
| 2002  | 3        | USL D-3 Pro League    | 1er, Northern    | Quart de finale         | Non qualifié |
| 2003  | 3        | USL Pro Select League | 3e, Northern     | Non qualifié            | Non qualifié |
| 2004  | 3        | USL Pro Soccer League | 3e, Northern     | Non qualifié            | 2e tour      |
| 2005  | 3        | USL Second Division   | 1er              | Finale                  | 3e tour      |
| 2006  | 3        | USL Second Division   | 6e               | Non qualifié            | Non qualifié |
| 2007  | 3        | USL Second Division   | 6e               | Non qualifié            | 2e tour      |
| 2008  | 3        | USL Second Division   | 6e               | Quart de finale         | 2e tour      |
| 2009  | 3        | USL Second Division   | 7e               | Non qualifié            | 2e tour      |
| 2010  | 4        | USL PDL               | 6e, Northeast    | Non qualifié            | Non qualifié |
| 2011  | 4        | USL PDL               | 3e, Northeast    | Non qualifié            | 1er tour     |
| 2012  | 4        | USL PDL               | 3e, Northeast    | Non qualifié            | Non qualifié |
| 2013  | 4        | USL PDL               | 4e, Northeast    | Non qualifié            | Non qualifié |

### Palmarès
- Saison régulière de l'USL Second Division en 2005
- Champions de la Northern Division en USL D-3 Pro League en 2002
- Champions de l'USL D-3 Pro League 1999
- Champions de la Northern Division en USL D-3 Pro League en 1999

## Stade
- Lusitano Stadium, Ludlow, Massachusetts (1998–)

## Affluence moyenne
- 2010 : 669